# Cotation (finance)
Pour les articles homonymes, voir Cotation.
La cotation est l'acte de fixer un prix sur un « marché ». 
C'est un acte et un moment décisifs dans la « relation marchande » entre d'une part un vendeur (loueur parfois) de bien, de service ou de titres financiers et d'autre part un ou des clients potentiel(s) ou avéré(s). Cet acte obéit à des règles (dites ou non-dites) complexes souvent en grande partie basées sur des notions de valeur et sur le principe offre/demande, lui-même influencé par diverses formes de jugement qui informent le choix marchand. Les règles de cotation ont beaucoup varié selon les cultures, les contextes et les époques. Dans le contexte actuel de mondialisation et du trading haute-fréquence et de spéculation financière et boursière, le prix tend à être plus rapidement volatil, en lien avec une cotation de plus en plus confiée à des algorithmes informatiques.

## Cotation boursière
Une société est dite « cotée en Bourse » lorsque son action est échangeable sur un marché financier organisé. 
La valeur d'un titre financier est déterminée par un agent de change de manière qu'il y ait le plus grand nombre d'échanges possible en équilibrant l'offre et la demande.
La cotation peut se faire par une introduction en bourse, une cotation directe ou une fusion avec une société cotée (comme un SPAC).
Pour les propriétaires des actions ou des obligations émises par une société, l'avantage de détenir des titres cotés est de pouvoir facilement les proposer à la vente (liquidité). Les investisseurs peuvent acheter tout aussi facilement ces titres.  
La société cotée bénéficie d'une plus grande exposition publique et surtout d'un accès à une source de financement directe par le marché financier via des augmentations de capital ou des émissions de titres de créances négociables.
Les premiers systèmes de cotations électriques, et non plus à la main, ont été mis en place au début de l'année 1929, au New York Stock Exchange, par la société Saint-Phalle & Co..

## Fondements de la cotation
La cote peut être fixée sur deux grandes bases principales :
- critères qualitatifs [4] ;
- des critères quantitatifs (prix arbitrairement fixé par le vendeur[5], ou basé sur une étude de marché qui est en partie une construction sociale supposée s'appuyer sur une rationalisation économique[6],[7] ou basé sur une relation offre/demande plus ou moins négociée entre vendeurs, acheteurs et intermédiaires, éventuellement biaisée par la publicité ou d'autres techniques de marketing, des rumeurs, des pratiques spéculatives.